# Айбоніто (Пуерто-Рико)
Айбоніто (ісп. Aibonito, МФА: [aiβoˈnito]) — муніципалітет Пуерто-Рико, острівної території у складі США. Заснований 13 березня 1824 року.

## Географія
Площа суходолу муніципалітету складає 80 км² (52-е місце за цим показником серед 78 муніципалітетів Пуерто-Рико).

## Демографія
Станом на 2010 рік на території муніципалітету мешкало 25 900 ос.
Динаміка чисельності населення:

## Населені пункти
Найбільші населені пункти муніципалітету Айбоніто:
| Населений пункт | Статус | Населення :   | Населення :   | Населення :   |
| Населений пункт | Статус | на 01.04.1990 | на 01.04.2000 | на 01.04.2010 |
| --------------- | ------ | ------------- | ------------- | ------------- |
| Айбоніто        | Місто  | 9 978         | 9 269         | 8 249         |
| Пастос          | Селище | 1 538         | 1 528         | 1 514         |